# Klas Grebius

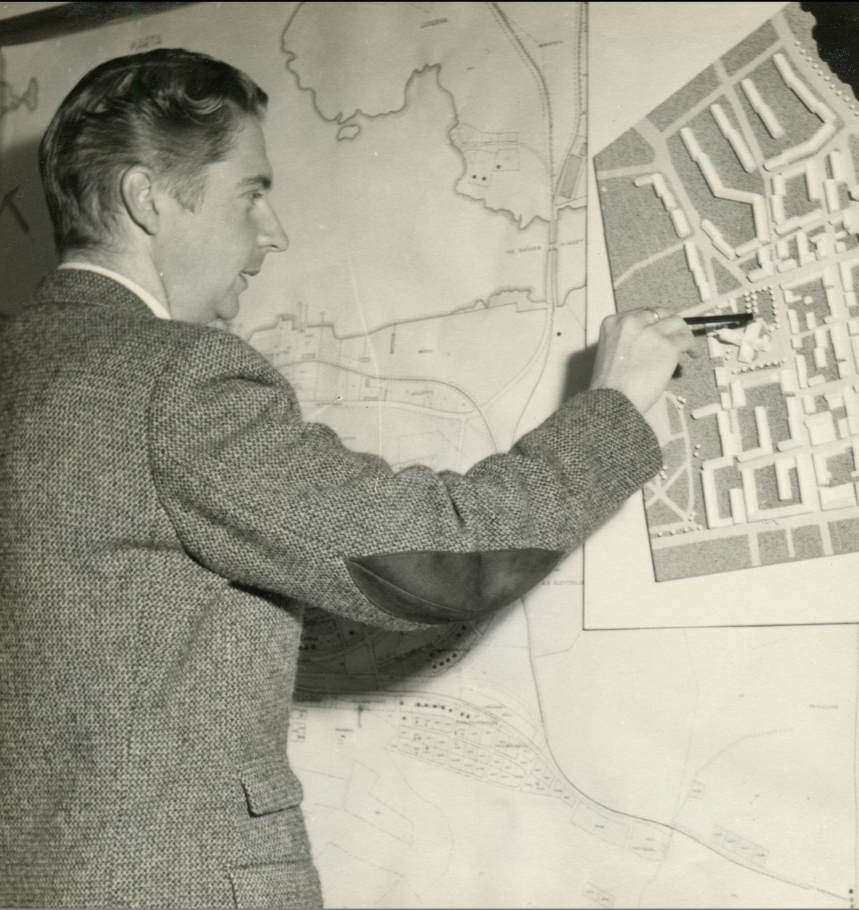
Klas Grebius

Klas Grebius, född 10 februari 1921 i Ystad, död 6 juli 2016 i Västervik, var en svensk arkitekt.
Grebius växte upp i Västerås och studerade vid Chalmers tekniska högskola 1943-1947 . Efter tjänstgöring i Halmstad flyttade han till Västervik, där han var stadsarkitekt från 1951 till pensioneringen. Utöver sitt ämbete ritade han de två kommunala fastigheterna Gertrudsgården och Annagården.